# Лолларды

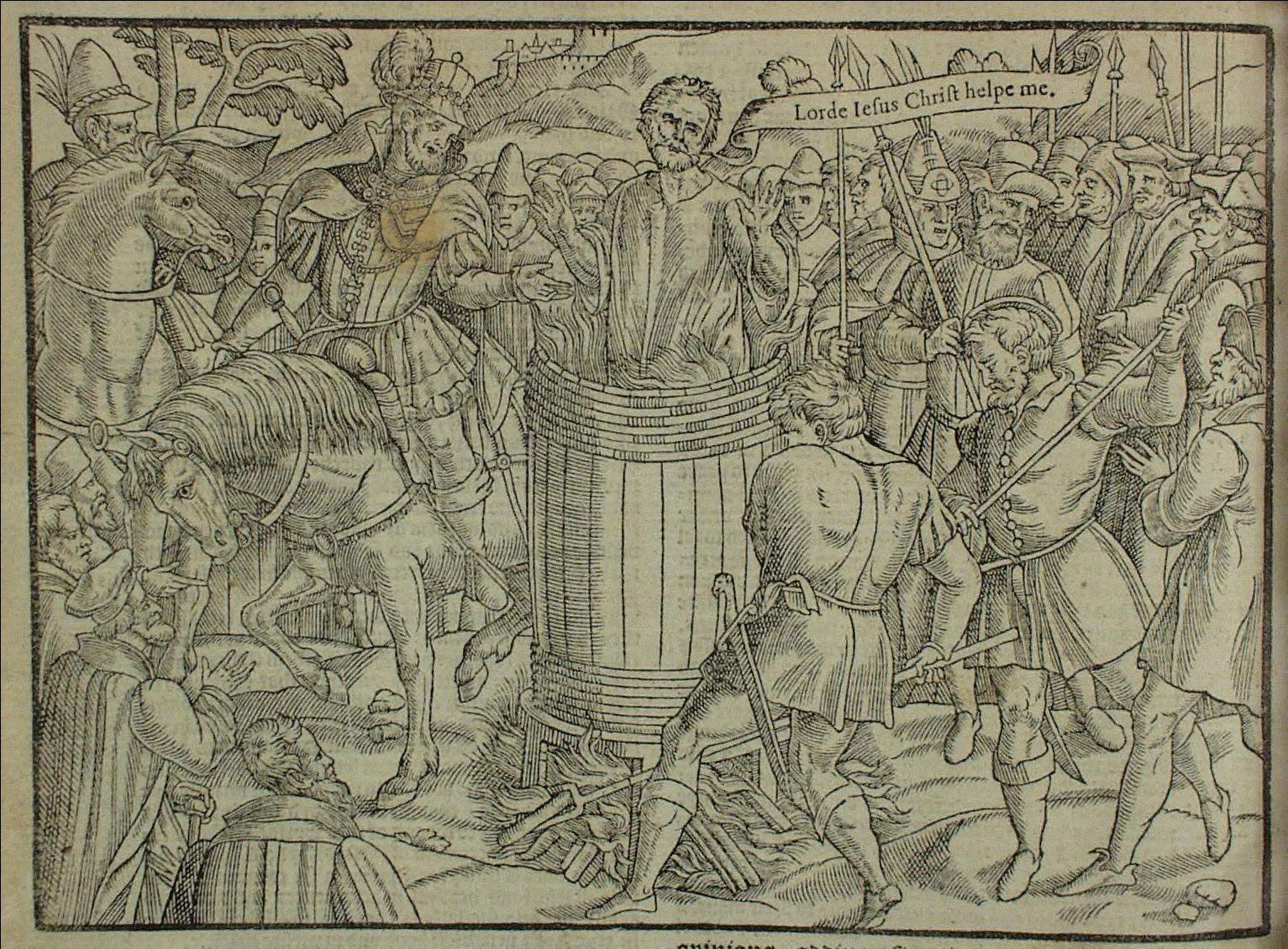
Сожжение одного из первых мучеников-лоллардов Джона Бэдби в бочке в 1410 г. (из «Книги мучеников» Джона Фокса (1563)

Лолла́рды (от ср.-нидерл. lollaert(d) — бормочущий) — средневековая религиозная христианская община социально-уравнительного характера, возникшая из религиозно-благотворительных братств, появившихся в начале XIV века в Германии и Нидерландах. Лолларды отрицательно относились к католической церкви и подвергались преследованиям.
Лолларды выступали за социальное равенство, считали неприемлемой власть. Согласно их вероучению, Сатана был изгнан из рая на землю за неприятие царившей на небесах иерархии и власти, и потому на земле, где именем Бога покрывают несправедливость, Сатана выступает покровителем обездоленных, тогда как Бог защищает сильных мира сего. Противодействовали захвату собственности лордами, священниками и торговцами, считали, что в раю нет места этим категориям людей. Верили в обретение рая на земле и надеялись построить его собственным трудом, не ожидая помощи от королей. К мятежам лоллардов часто примыкали бродяги, отверженные и все, кто не находил себе места в ту эпоху укрепления государственной власти.
Выступления лоллардов были отнюдь не бунтом малочисленных одиночек или даже разрозненных сект, тогда казалось, что против правительства восстала вся Англия. Группа фламандских ткачей, примкнувших к лоллардам, укрылась от преследований в Англии (г. Норич и др.), где они оказали влияние на движение Уиклифа. Английские лолларды принимали участие в восстании Уота Тайлера (1381), отстаивали социальное равенство. Их представителем в этом движении был Джон Болл. После подавления восстания лолларды подверглись в Англии преследованиям и вынуждены были бежать в Шотландию и на континент.
События тех времён нашли отражение во многих известных художественных произведениях, в частности в романе Жорж Санд «Консуэлло».